# بخش مرکزی شهرستان میبد
بخش مرکزی یکی از بخش‌های شهرستان میبد استان یزد ایران است.

## تقسیمات کشوری
- بخش مرکزی شهرستان میبد
  - دهستان شهدا

شهر: میبد

## جمعیت
براساس سرشماری عمومی نفوس و مسکن در سال ۱۴۰۰، جمعیت بخش مرکزی شهرستان میبد برابر با ۱۲۵۲۳۴ نفر بوده‌است.